# Gian Carlo Bitossi
Gian Carlo Bitossi (Roma, 1909 – Lasta Uagh, 26 maggio 1941) è stato un militare italiano, decorato di medaglia d'oro al valor militare alla memoria nel corso della seconda guerra mondiale.

## Biografia
Nacque a Roma nel 1909, figlio di Giuseppe e Franca Hamilton.  Dopo aver conseguito la laurea in scienze economiche e commerciali, assolse gli obblighi del servizio militare di leva nel Regio Esercito in forza all'8º Reggimento artiglieria in qualità di sottotenente di complemento dal 1932 al 1933. Nominato, in seguito a concorso, volontario coloniale a decorrere dal 1 giugno 1935 venne destinato in servizio presso il governo dell'Eritrea, dove fu promosso Segretario di governo nel luglio 1936, contemporaneamente alla sua promozione al grado di tenente. Nel 1938 ritornò in Italia con la qualifica di primo segretario perché chiamato presso il Ministero dell'Africa Italiana dove rimase sino al gennaio 1940. Ritornato in Eritrea, fu nominato reggente del Commissariato di Macallè, ma, con l'entrata in guerra del Regno d'Italia, avvenuta il 10 giugno 1940, chiese ed ottenne di essere richiamato in servizio attivo. Assegnato al Corpo meharisti partecipò alla prima fase delle operazioni belliche svoltesi alla frontiera con il Sudan che portarono alla conquista di Cassala. Rientrato al suo posto di impiegato civile, fu poi nominato Commissario di governo a Socotà. 
Cadde in combattimento in Africa Orientale Italiana il 26 maggio 1941, e per onorarne il coraggio fu insignito della medaglia d'oro al valor militare alla memoria.

### Fonti
1. 1 2 3 4 5 6 7 8  Combattenti Liberazione.
2. 1 2  Gruppo Medaglie d'Oro al Valor Militare 1965, p. 663.
3. ↑  Medaglie d'oro al valor militare sul sito della Presidenza della Repubblica
4. ↑  Registrato alla Corte dei conti lì 4 marzo 1949,  registro 7, foglio 9.